# Андреевщинский сельсовет
Андреевщинский сельсовет — административная единица на территории Оршанского района Витебской области Беларуси.

## Состав
Андреевщинский сельсовет включает 8 населённых пунктов:
- Андреевщина — деревня.
- Анибалево — деревня.
- Берестеново — деревня.
- Большая Митьковщина — деревня.
- Кудаево — деревня.
- Митьковщина — деревня.
- Приднепровье — деревня.
- Соловье — деревня.